# Прибилина
Прибилина (слч. Pribylina) насељено је мјесто са административним статусом сеоске општине (слч. obec) у округу Липтовски Микулаш, у Жилинском крају, Словачка Република.

## Становништво
| Година:    | 1994. | 2004.   | 2014.   | 2024.   |
| ---------- | ----- | ------- | ------- | ------- |
| Број људи: | 1336  | 1362    | 1329    | 1316    |
| Разлика:   |       | +1,94 % | -2,42 % | -0,97 % |

| Година:    | 2023. | 2024.   |
| ---------- | ----- | ------- |
| Број људи: | 1325  | 1316    |
| Разлика:   |       | -0,67 % |

Према подацима о броју становника из 2011. године насеље је имало 1.376 становника.